# Козяр Анатолій
Анато́лій Козяр (псевдо: «Володимир», «Гай», «Гара́сим») (1913, с. Піддубці — нині Луцький район, Волинська область — 8 липня 1945, с. Садів, Луцький район, Волинська область) — Окружний провідник ОУН Ковельщини (1941), референт СБ ОУН Волинської області (1941—1943), обласний провідник ОУН Волині (січень-травень 1943), відпоручник (уповноважений) СБ Крайового проводу ОУН Північно-Західних Українських Земель на Волинську область і шеф СБ та член штабу ВО «Турів» (1943—1945).

## Біографія
Народився Анатолій Козяр у бідній селянській родині.
Член Пласту; закінчив Луцьку гімназію, активіст протиалкогольного товариства «Відродження», член ОУН з 1936.
В 1939 році служив у Війську Польському.
Один з чільних діячів національно-визвольної боротьби у Волинській області. Окружний провідник ОУН Ковельщини (1941), референт СБ ОУН Волинської області (1941—1943), обласний провідник (січень-травень 1943), відпоручник СБ крайового проводу ОУН Північно-Західних Українських Земель на Волинську область і член штабу ВО «Турів» (1943—1945), начальник розвідвідділу Західної ВО «Завихост» (1944—1945), організаційний референт західного краю «Дніпро» Північно-Західних Українських Земель (лютий-липень 1945).
Загинув у бою 8 липня 1945 року поблизу с. Садів Луцького району Волинської області.

## Нагороди
- Згідно з Постановою УГВР від 8.10.1945 р. і Наказом Головного військового штабу УПА ч. 4/45 від 11.10.1945 р. організаційний референт Північно-західного краю «Москва» Анатолій Козяр — «Гарасим» нагороджений Золотим хрестом заслуги УПА.

## Вшанування пам'яті
- 1.12.2017 р. від імені Координаційної ради з вшанування пам'яті нагороджених Лицарів ОУН і УПА у м. Луцьку Золотий хрест заслуги УПА  (№ 013) переданий на зберігання у Волинський краєзнавчий музей.
- 31 січня 2024 року у місті Луцьк вулицю Маяковського перейменували на вулицю Анатолія Козяра.[2]